# Millennium (éditeur)
 (juillet 2025).
Motif : Où sont les sources permettant de démontrer l'admissibilité de cette entreprise sur Wikipédia ?
- Archive Wikiwix
- Bing
- Cairn
- DuckDuckGo
- E. Universalis
- Gallica
- Google
- G. Books
- G. News
- G. Scholar
- Persée
- Qwant
- (zh) Baidu
- (ru) Yandex
- (wd) trouver des œuvres sur Wikidata

| 1. | Préciser le motif de la pose du bandeau. | Précisez le motif de la pose du bandeau en utilisant la syntaxe suivante : {{admissibilité à vérifier\|date=juillet 2025\|motif=remplacez ce texte par le motif}}                         |
| 2. | Informer les utilisateurs concernés.     | Pensez à avertir le créateur de l'article, par exemple, en insérant le code ci-dessous sur sa page de discussion : {{subst:avertissement admissibilité à vérifier\|Millennium (éditeur)}} |

Pour les articles homonymes, voir Millennium.
Millennium était un distributeur de jeux de société basé à Toulouse, en France. C'était notamment le distributeur en France des éditeurs français Edge Entertainment et américain Fantasy Flight Games, tous deux rachetés par le groupe Asmodee Éditions.
Il a lui-même été racheté en 2015 par le groupe Asmodee Éditions.